# Muzeul Zoologic din Cluj-Napoca
Muzeul Zoologic este un muzeu universitar, parte a Universității Babeș-Bolyai. Acesta este alcătuit din mai multe colecții științifice de animale, fiind al doilea muzeu zoologic din România ca valoare științifică și după numărul de exemplare conservate de-a lungul anilor, după Muzeul Grigore Antipa din București. 